# 문라이트 (영화)
《문라이트》(영어: Moonlight)는 2016년 10월에 개봉한 미국의 드라마 영화이다. 배리 젱킨스가 감독을 맡고, 트러반테 로즈, 애슈턴 샌더스, 안드레이 홀랜드, 저넬 모네이, 나오미 해리스, 마허샬라 알리가 출연한다. 터렐 앨빈 매크레이니의 희곡 〈달빛 아래서 흑인 소년들은 파랗게 보인다〉(In Moonlight Black Boys Look Blue)를 원작으로 한다.

## 줄거리

### I. 리틀
마이애미 리버티 시티의 크랙 전염병이 한창일 때, 아프리카계 쿠바인 마약상 후안은 괴롭힘을 피해 크랙 하우스에 숨어있는 내성적인 아이 샤이론(별명 "리틀")을 발견한다. 후안은 샤이론이 그와 그의 여자친구 테레사와 함께 밤을 보내게 한 후, 샤이론을 그의 어머니 폴라에게 돌려보낸다. 샤이론은 후안과 계속 시간을 보내고, 후안은 샤이론에게 삶의 기본을 가르치기 시작하는데, 그는 샤이론이 이것으로부터 이득을 얻을 수 있다고 믿는다.
어느 날 밤, 후안은 그의 고객 중 한 명과 함께 크랙 코카인을 피우고 있는 폴라를 마주친다. 후안은 그녀가 아들을 방치한다고 질책하지만, 그녀는 그가 애초에 자신에게 크랙을 팔았다고 반박한다. 그들은 샤이론의 양육 문제로 말다툼한다. 폴라는 후안이 샤이론에게 왜 동료들에게 괴롭힘을 당하는지 설명해 줄 준비가 되었는지 묻고, 샤이론이 동성애자라는 징후를 암시한다. 그녀는 집으로 돌아가 샤이론에게 분풀이를 한다.
다음 날, 샤이론은 후안과 테레사에게 어머니를 미워한다고 고백하고 "호모"가 무엇인지 묻는다. 후안은 그것이 "동성애자들이 기분 나쁘게 느끼도록 사용하는 단어"라고 말한다. 그는 샤이론에게 동성애자가 되는 것은 아무 문제가 없으며 다른 사람들이 자신을 조롱하게 내버려 두어서는 안 된다고 말한다. 샤이론은 후안에게 마약을 판매하는지, 그리고 그의 어머니가 마약을 하는지 묻는다. 후안이 두 질문에 모두 후회하며 그렇다고 대답하자, 후안이 수치심에 고개를 숙인 채 샤이론은 떠난다.

### II. 샤이론
이제 십대가 된 샤이론은 학교에서 괴롭히는 테렐을 피하면서 후안의 죽음 이후 혼자 살고 있는 테레사와 시간을 보내는 균형을 유지한다. 중독이 심해져 성매매로 전락한 폴라는 샤이론이 테레사로부터 받는 돈을 자신에게 주도록 강요한다. 샤이론의 어린 시절 친구 케빈은 학교 계단에서 한 소녀와 성관계를 가졌다가 받은 정학에 대해 말해준다. 샤이론은 나중에 케빈과 그 소녀가 테레사의 뒷마당에서 성관계를 하는 꿈을 꾸고 화들짝 깨어난다. 어느 날 밤, 케빈은 샤이론의 집 근처 해변으로 샤이론을 찾아간다. 함께 블런트를 피우면서, 두 사람은 그들의 야망과 케빈이 샤이론을 부르는 별명인 "블랙"에 대해 이야기한다. 그들은 키스하고, 케빈은 샤이론에게 핸드잡을 해준다.
다음 날, 테렐은 케빈을 조종하여 신고식에 참여시킨다. 케빈은 마지못해 샤이론을 쓰러뜨릴 때까지 때리고, 테렐과 다른 소년들이 그를 잔인하게 공격하는 것을 지켜본다. 교장이 공격자들의 신원을 밝히라고 촉구하자, 샤이론은 그들을 신고해도 아무것도 해결되지 않을 것이라고 말하며 거부한다. 다음 날, 분노한 샤이론은 교실로 걸어 들어가 테렐의 머리 위에 의자를 부수고 제지당한다. 샤이론은 체포되어 경찰차에 실려 학교에서 끌려나가고 케빈은 이를 지켜본다.

### III. 블랙
10년 후, "블랙"이라는 이름으로 불리는 성인 샤이론은 애틀랜타에서 마약을 팔고 있으며 그의 지역 사회에서 위압적인 인물이다. 그는 자신이 살고 있는 마약 치료 센터에 방문해 달라고 요청하는 폴라로부터 자주 전화를 받는다. 어느 날 아침, 케빈이 예기치 않게 전화를 걸어 마이애미에 오게 되면 자신을 보러 오라고 초대한다. 샤이론은 폴라를 방문한다. 그는 내성적이지만, 그녀는 가장 필요할 때 그를 사랑하지 못했던 것에 대해 사과하고, 그가 자신을 사랑하지 않더라도 자신은 그를 사랑한다고 말한다. 두 사람은 눈물로 화해한다.
샤이론은 마이애미로 차를 몰고 가서 요리사로 일하는 식당에서 케빈을 방문한다. 케빈은 샤이론을 위해 식사를 준비하지만, 샤이론은 자신의 삶과 자신이 어떻게 변했는지에 대한 질문에 대답하지 않는다. 케빈은 전 여자친구와 아들이 있었고, 감옥에서 나온 후 아버지로서의 역할에 만족하고 있다고 말한다. 샤이론은 예상치 못한 마약 거래에 대해 밝히고, 이는 케빈을 실망시키고, 케빈에게 왜 전화했는지 묻는다. 케빈은 주크박스에서 바버라 루이스의 "헬로 스트레인저"를 틀어주는데, 그 노래가 그에게 샤이론을 떠올리게 했다.
두 사람은 케빈의 아파트로 간다. 케빈은 샤이론에게 자신의 삶이 바라던 대로 흘러가지 않았지만 행복하다고 말하고, 샤이론은 몇 년 전 그들의 만남 이후 아무와도 친밀한 관계를 맺지 못했다고 고백한다. 케빈이 그를 위로하자, 샤이론은 달빛 아래 해변에 서 있던 어린 시절의 자신을 떠올린다.

## 출연
- 트러반테 로즈 - 샤이론(성인)
  - 애슈턴 샌더스 - 샤이론(청년)
  - 앨릭스 히버트 - 샤이론(소년)
- 안드레이 홀랜드 - 케빈(성인)
  - 저렐 제롬 - 케빈(청년)
  - 제이든 파이너 - 케빈(소년)
- 저넬 모네이 - 테리사
- 나오미 해리스 - 폴라
- 마허샬라 알리 - 후안
- 패트릭 데실 - 터렐

## 같이 보기
- 성소수자 영화 목록